# Prologue du Tour d'Italie 2005
Pour un article plus général, voir Tour d'Italie 2005.
Le Prologue du Tour d'Italie 2005 a eu lieu le 7 mai 2005 dans la ville de Reggio de Calabre sur une distance de 1,15 km. Elle a été remportée par l'Australien Brett Lancaster (Ceramica Panaria-Navigare) devant les Italiens Matteo Tosatto et Alessandro Petacchi, tous deux membres de l'équipe (Fassa Bortolo). Lancaster porte le premier maillot rose de leader du Tour d'Italie à l'issue de l'étape.

## Classement de l'étape
| \| Classement de l'étape \| Classement de l'étape \| Classement de l'étape \| Classement de l'étape \| Classement de l'étape \| \| Coureur \| Coureur \| Pays \| Équipe \| Temps \| \| --------------------- \| --------------------- \| --------------------- \| ------------------------------- \| --------------------- \| \| 1er \| Brett Lancaster \| Australie \| Ceramica Panaria-Navigare \| 1 min 20 s \| \| 2e \| Matteo Tosatto \| Italie \| Fassa Bortolo \| + 1 s \| \| 3e \| Alessandro Petacchi \| Italie \| Fassa Bortolo \| + 1 s \| \| 4e \| Paolo Savoldelli \| Italie \| Discovery Channel \| + 1 s \| \| 5e \| Olaf Pollack \| Allemagne \| T-Mobile \| + 2 s \| \| 6e \| Stuart O'Grady \| Australie \| Cofidis-Le Crédit par Téléphone \| + 2 s \| \| 7e \| Jaan Kirsipuu \| Estonie \| Crédit Agricole \| + 2 s \| \| 8e \| Mark Renshaw \| Australie \| La Française des jeux \| + 2 s \| \| 9e \| Sergi Escobar \| Espagne \| Illes Balears \| + 2 s \| \| 10e \| Sven Krauss \| Allemagne \| Gerolsteiner \| + 2 s \| |                     |           |                                 |            |
| |                     |           |                                 |            |
| |                     |           |                                 |            |
| Classement de l'étape |                     |           |                                 |            |
| Coureur | Coureur             | Pays      | Équipe                          | Temps      |
| 1er | Brett Lancaster     | Australie | Ceramica Panaria-Navigare       | 1 min 20 s |
| 2e | Matteo Tosatto      | Italie    | Fassa Bortolo                   | + 1 s      |
| 3e | Alessandro Petacchi | Italie    | Fassa Bortolo                   | + 1 s      |
| 4e | Paolo Savoldelli    | Italie    | Discovery Channel               | + 1 s      |
| 5e | Olaf Pollack        | Allemagne | T-Mobile                        | + 2 s      |
| 6e | Stuart O'Grady      | Australie | Cofidis-Le Crédit par Téléphone | + 2 s      |
| 7e | Jaan Kirsipuu       | Estonie   | Crédit Agricole                 | + 2 s      |
| 8e | Mark Renshaw        | Australie | La Française des jeux           | + 2 s      |
| 9e | Sergi Escobar       | Espagne   | Illes Balears                   | + 2 s      |
| 10e | Sven Krauss         | Allemagne | Gerolsteiner                    | + 2 s      |

## Classement général
Le classement général de l'épreuve reprend donc le classement de l'étape du jour, Brett Lancaster (Ceramica Panaria-Navigare) devançant les Italiens Matteo Tosatto et Alessandro Petacchi (Fassa Bortolo).
| \| Classement général \| Classement général \| Classement général \| Classement général \| Classement général \| \| Coureur \| Coureur \| Pays \| Équipe \| Temps \| \| ------------------ \| ------------------- \| ------------------ \| ------------------------------- \| ------------------ \| \| 1er \| Brett Lancaster \| Australie \| Ceramica Panaria-Navigare \| 1 min 20 s \| \| 2e \| Matteo Tosatto \| Italie \| Fassa Bortolo \| + 1 s \| \| 3e \| Alessandro Petacchi \| Italie \| Fassa Bortolo \| + 1 s \| \| 4e \| Paolo Savoldelli \| Italie \| Discovery Channel \| + 1 s \| \| 5e \| Olaf Pollack \| Allemagne \| T-Mobile \| + 2 s \| \| 6e \| Stuart O'Grady \| Australie \| Cofidis-Le Crédit par Téléphone \| + 2 s \| \| 7e \| Jaan Kirsipuu \| Estonie \| Crédit Agricole \| + 2 s \| \| 8e \| Mark Renshaw \| Australie \| La Française des jeux \| + 2 s \| \| 9e \| Sergi Escobar \| Espagne \| Illes Balears \| + 2 s \| \| 10e \| Sven Krauss \| Allemagne \| Gerolsteiner \| + 2 s \| |                     |           |                                 |            |
| |                     |           |                                 |            |
| |                     |           |                                 |            |
| Classement général |                     |           |                                 |            |
| Coureur | Coureur             | Pays      | Équipe                          | Temps      |
| 1er | Brett Lancaster     | Australie | Ceramica Panaria-Navigare       | 1 min 20 s |
| 2e | Matteo Tosatto      | Italie    | Fassa Bortolo                   | + 1 s      |
| 3e | Alessandro Petacchi | Italie    | Fassa Bortolo                   | + 1 s      |
| 4e | Paolo Savoldelli    | Italie    | Discovery Channel               | + 1 s      |
| 5e | Olaf Pollack        | Allemagne | T-Mobile                        | + 2 s      |
| 6e | Stuart O'Grady      | Australie | Cofidis-Le Crédit par Téléphone | + 2 s      |
| 7e | Jaan Kirsipuu       | Estonie   | Crédit Agricole                 | + 2 s      |
| 8e | Mark Renshaw        | Australie | La Française des jeux           | + 2 s      |
| 9e | Sergi Escobar       | Espagne   | Illes Balears                   | + 2 s      |
| 10e | Sven Krauss         | Allemagne | Gerolsteiner                    | + 2 s      |

## Classements annexes
| Pas de classement à l'issue de l'étape. | Pas de classement à l'issue de l'étape. |